# Nguyễn Thị Hoàn
Nguyễn Thị Hoàn, tên hiệu Ý Tĩnh Khang hoàng hậu (chữ Hán: 懿靜康皇后, 1736 - 30 tháng 10 năm 1811), hay Hiếu Khang hoàng hậu (孝康皇后), là chính thất phu nhân của Nguyễn Phúc Luân, mẹ đẻ của vua Gia Long. Sau khi lên ngôi, Gia Long tôn bà làm Hoàng thái hậu, trở thành Hoàng thái hậu đầu tiên của nhà Nguyễn.
Thái hậu có vai trò quan trọng trong việc động viên vua Gia Long, gây dựng cơ nghiệp họ Nguyễn thống nhất đất Nam.

## Tiểu sử
Bà tên thật là Nguyễn Thị Hoàn (阮氏環), người ở làng Minh Linh, phủ Thừa Thiên, con gái Diễn quốc công Nguyễn Phúc Trung (阮福忠) , mẹ là Phùng phu nhân người ở làng An Du. Chị gái ruột của bà chính là bà Từ Phi của Nguyễn Phúc Luân. 
.
Bà vào hầu Nguyễn Phúc Luân ở nhà để học các phép tắc trong chốn khuê môn. Sau đó, bà sinh ra ba con trai và một con gái: con trưởng tức Đông Hải quận vương Nguyễn Phúc Đồng (阮福晍), con thứ 2 chính là Nguyễn Ánh, con thứ 3 là Thông Hóa quận vương Nguyễn Phúc Điển (阮福晪). Người con gái là Nguyễn Phúc Ngọc Tú (阮氏玉琇), sinh vào năm 1760, lớn hơn Nguyễn Ánh khoảng 2 tuổi, có lẽ bà là em của Nguyễn Phúc Đồng.
Cuối năm 1774, quân Trịnh vượt sông Gianh đánh chiếm Phú Xuân, bà đến làng An Du ẩn nấp cùng các con gái. Mùa xuân năm Kỷ Hợi (1779), Nguyễn Ánh sai người rước bà đến Gia Định, gặp lúc quân Tây Sơn vào đánh cướp, Nguyễn Ánh phải lẩn đi chỗ khác; bà cùng các con dâu lại đóng ở đảo Phú Quốc. Nguyễn Ánh sau đó cũng chạy ra đảo Phú Quốc.
Mùa xuân, Giáp Thìn (1784), Nguyễn Ánh sang Xiêm La cầu viện, bà lại cùng gia quyến của ông đóng ở đảo Thổ Châu; quân cầu viện thất bại, bà lại cùng gia quyến trở lại đảo Phú Quốc.
Mùa thu, Mậu Thân (1788), quân Nguyễn lấy lại được Gia Định, liền sai Nguyễn Văn Nhân đón bà về Gia Định; năm Canh Tuất (1790) dựng điện rước bà đến ở.
Năm Bính Thìn (1796), mùa đông, tháng 10, Nguyễn Ánh dâng sách vàng tấn tôn bà làm Quốc mẫu Vương thái phi (國母王太妃). Khi hoàng đế lấy lại được đô thành (1801), ông ra ơn cho làng An Du đã cưu mang mẹ ông, mọi dịch thân thuế đều miễn cho cả.
Năm 1802, tháng 3, Gia Long tôn bà làm Vương Thái hậu (王太后). Bấy giờ, truy phong cho tổ phụ Nguyễn Phúc Kiên (阮福兼) làm Dương Vũ công thần Khai phủ phụ quốc Cẩm y vệ đô chỉ huy sứ Thiếu úy, tước Đôn Hậu Quận công (敦厚郡公). Thân phụ Phúc Trung là Tán Nghị công thần Thượng trụ quốc Đô đốc phủ chưởng phủ sự Thái bảo, tước Diễn quốc công (演國公). Lập đền thờ ở xã An Du, cho điệt ôn, cháu gọi Phùng phu nhân là cô, làm chức Cai đội, coi giữ việc thờ tự ở đây.
Năm 1804 Gia Long dựng Cung Diên Thọ và rước bà đến ở. Gia Long thân đến làm lễ chúc mừng, các quan và mệnh phụ đều dâng vàng bạc làm lễ phẩm tiến lên. Các con tiến 20 lạng vàng, 100 lạng bạc; mệnh phụ tiến 10 lạng vàng, 50 lạng bạc.
Năm 1806, mùa thu, tháng 7, Nguyễn Ánh dâng kim sách tôn bà làm Hoàng thái hậu. Mùa thu năm 1807, lúc đó Thái hậu được 70 tuổi, Gia Long tổ chức Khánh tiết lớn trong ngoài kinh thành. Các quan lại, hoàng tử, cung phi, các công thần ở Tống Sơn, họ Lê, họ Trịnh đều đến chúc mừng và dâng lễ vật. Sai nhạc công múa Bát dật, hát các khúc Vạn niên hoan, Thiên hạ lạc, Thái bình lạc.

### Băng thệ và hậu sự
Tháng 9, ngày Bính tuất, Hoàng thái hậu se mình. Trước đây sao chổi xuất hiện, người hầu đem tâu, Hoàng thái hậu buồn rầu không vui, một đêm lẻn ra xem, rồi vào bảo người hầu rằng: “Sao chổi chính ứng điềm vào thân già này”. Đến nay se mình. Vua sớm chiều đến chầu ở cung Trường Thọ, sai hoàng tử hoàng tôn vào hầu. Các quan văn võ đều họp ở công thự bên hữu.
Ngày Kỷ sửu, tháng 09 âm lịch, tức ngày 30 tháng 10 năm 1811, Hoàng thái hậu băng, thọ 74 tuổi. Vua thương khóc không thôi. Triệu các quan vào bên để bàn việc tang. Các quan xin từ tam phẩm trở lên đều để tang một năm. Vua dụ rằng: “Nhà vua lấy Tôn Miếu Xã Tắc làm trọng. Nay trẫm đã để tang 3 năm, các ngươi lại để tang 1 năm, nếu trong một năm có việc ở Tôn Miếu Xã Tắc thì làm lễ thế nào? Vậy cho để tang 3 tháng”. Các quan lại ngờ về tang phục của công chúa để tang. Vua nói: “Thánh nhân đặt lễ phân biệt từng ly từng tý. Lòng kính không thể thích hợp cả đôi đường, tang phục không thể trọng cả hai bên. Cho nên một người con gái, khi ở nhà thì lấy nhà cha làm tôn, khi lấy chồng thì lấy nhà chồng làm trọng. Nghĩa đã có phân biệt, tang sao lại như nhau được. Vậy nghị cho hoàng nữ đã đi lấy chồng thì kém hoàng nữ còn ở nhà một bậc”. Bộ Lễ lại xin định hạn cấm việc giá thú. Vua nói: “Thần dân nên theo thứ tự mà tỉnh giảm để lấy vợ lấy chồng được kịp thời”. Thế là sự bàn đã định.
Ngày Đinh dậu, làm lễ thành phục (Vua để tang 3 năm; hoàng hậu tang 3 năm; phi tần, hoàng tử và công chúa chưa đi lấy chồng đều tang 1 năm; trưởng công chúa và công chúa đã đi lấy chồng tang 9 tháng. Người tôn thân ở năm bậc tang đều để tang theo như lễ; người thân ở bậc trần cánh tay và bỏ mũ thì dùng khăn vải trắng; quan văn võ từ chánh tam phẩm trở lên, tang mặc áo vén gấu 3 tháng, từ tòng tam phẩm trở xuống, ai dự vào việc tang thì dùng vải trắng; quan ngoài thì miễn áo tang, duy ai về Kinh thì mang áo tang cũng như quan Kinh; quan thuộc cung Trường Thọ thì chánh tam phẩm trở lên mặc áo vén gấu 5 tháng; mệnh phụ đều để tang như chồng; quan viên từ tam phẩm trở lên cấm cưới vợ gả chồng 3 tháng, tứ phẩm trở xuống thì 1 tháng, quân dân 15 ngày;  cấm dùng màu hồng màu tía 1 năm; cấm hát xướng 3 tháng. Quan viên vào chầu hầu, trong 3 năm đều không được mặc áo màu đỏ màu tía; phàm gặp việc thờ cúng hay việc quân đều cho mặc áo thường mà làm việc; các thành dinh trấn trong 3 tháng, ngày mồng một và ngày rằm đều được miễn bái  chầu).
Chiếu dụ trong ngoài rằng: “Giờ tuất ngày 14 tháng này, Hoàng thái hậu thăng hà, trẫm thương xót đau lòng, kính cẩn ở trong cung để tang ba năm, nhất thiết theo lễ chế. Phục chế và hạ cấm đối với quan viên trong ngoài và quân dân đều theo nghị định mà làm”. Trước kia vua thờ Hoàng thái hậu rất kính cẩn, khi muôn việc đã rồi thì xem bữa ăn, thăm sức khỏe, lễ thường không thiếu. Đến khi thái hậu băng, vua cư tang, lòng rất đau thương.
Tháng 3, ngày Mậu dần, năm 1812 vua đem bầy tôi bưng sách vàng dâng tôn thụy Đại hành hoàng thái hậu là Ý Tĩnh Huệ Cung An Trinh Từ Hiến Hiếu Khang hoàng hậu(懿靜惠恭安貞慈獻孝康皇后) . Bài sách nói: “Thần nghe Kinh Dịch khen Đất gây nên vật, Kinh Thi khen Trời sinh ra dân. Nghĩ đức dày thể theo đức chí nguyên; nên tiếng tốt lưu truyền đời mãi mãi. Kính nhớ Đại hành hoàng thái hậu: nhân từ giữ được tính trời, rộng lớn sách cùng nết đất. Gian nan bền chí, giúp đỡ cha hiền. Từ khi vận nước gặp tai, giúp thần bao phen khó nhọc. Đem mình làm khuôn mẫu, chăm lo việc cơ mưu. Cho thần dựng lại nước nhà, thống nhất bờ cõi; ví không nhờ ơn dạy dỗ, sao được thế này? Phong hóa tốt đẹp, thơm khắp mọi phương. Tuổi thọ lâu dài, vượt ngoài bảy chục. Vội bỏ lộc thiên hạ phụng dưỡng, mà đi chơi dạo chốn đế hương. Ơn như trời cao, muốn trả không sao được; đức như đất chở, phải tiếp đến vô cùng. Kính cẩn đem bầy tôi, xin mệnh ở Tôn Miếu, phụng sách vàng dâng tôn thụy là ý Tĩnh Huệ Cung An Trinh Từ Hiến Hiếu Khang hoàng hậu. Cúi xin hồn thiêng sáng suốt, nhận lấy danh hay. Sánh hợp tổ tiên, muôn đời phối hưởng”.
Vua tôi bàn định lễ Ninh lăng. Sai Nguyễn Văn Thành, Phạm Văn Nhân,Nguyễn Huỳnh Đức sung chức Tổng hộ sứ, Lê Văn Duyệt, Nguyễn Văn Khiêm sung chức Phù liễn sứ, Nguyễn Đức Xuyên đề đốc quân và voi theo hầu hai bên tả hữu, Trần Công Lại và Trương Phước Đặng coi giữ Kinh thành.
Mùa hạ, tháng 04 ngày Quý sửu, năm Nhâm Thân âm lịch, tức ngày 21 tháng 05 năm 1812 an táng Lăng Thoại Thánh. Trước mười ngày là ngày Giáp thìn, đem việc kính cáo các miếu. Ngày Kỷ dậu, tế khải điện. Ngày Canh tuất, thuyền ra đi. Qua các tôn lăng đều sai quan đem việc kính cáo trước.

## Nhân cách

### Động viên con
Bà theo Gia Long lênh đênh chạy tìm cách xoay trở tình hình thế cuộc, là chỗ dựa tinh thần vững chắc của ông. Ngay khi ông đi thuyền đến đảo Côn Lôn, gặp gió lớn, trôi dạt ở ngoài biển 7 ngày, trong thuyền hết nước uống thì bỗng có nước nhạt chảy ra, nhờ thế mới đỡ. Khi thuyền đến đảo Phú Quốc, gặp lại mẹ, ông thuật lại tình trạng cay đắng của mình, bà nói: "Gió lớn ở đảo Côn Lôn, giữa biển có nước ngọt, có thể biết là lòng trời ngầm giúp cho con, con chớ nên lấy sự khó nhọc ấy mà tự nản chí". Gia Long nghe thế lạy tạ và động viên ông rất nhiều trong việc giành lại đất nước sau này.

### Tình chị em thân thiết
Bà đối với chị mình là Từ phi rất yêu mến, từ khi còn ở Gia Định cho đến khi ở Phú Xuân, bà đều cùng ở chung với chị mình; Khi ở cung Trường Thọ, bà ở phần trước cung, còn Từ phi ở phía sau, muôn phần hòa thuận.
Khi Từ phi mất, Gia Long chưa vội tâu, bà biết được, giận không ăn cơm. Khi Gia Long thăm, bà nói: ...Thân già này có một người chị, lúc ốm không được thấy, vì thế ăn không ngon.... Gia Long bèn cúi quỳ ở trước thềm cung, xin lỗi thành khẩn, bà mới ăn cơm.

## Di sản
Trong số 94 kim sách triều Nguyễn lưu giữ tại Bảo tàng Lịch sử Quốc gia Việt Nam thì kim sách tấn phong Quốc mẫu Vương Thái phi cho bà Nguyễn Thị Hoàn là có niên đại sớm nhất. Bà được tấn phong vào tháng 10, năm Cảnh Hưng thứ 57 (1796), có nghĩa là lúc đó Nguyễn Ánh chưa lên ngôi vua, và mới chỉ khôi phục được vùng Gia Định. Ngày 30/1/2023, Kim sách tấn phong Quốc mẫu Vương Thái Phi được xếp vào danh sách 27 hiện vật và nhóm hiện vật được công nhận là Bảo vật quốc gia. Theo hồ sơ thì kim sách này có hai tờ bạc mạ vàng, nặng 3,475 kg. Mặt trước và mặt sau của kim sách để trơn, bên trong khắc 254 chữ Hán.